# Echternach
Echternach (luxemburguès Iechternach, alemany Echternach) és una comuna i vila a l'est de Luxemburg, que forma part del cantó d'Echternach.

## Població
| Nacionalitat   | Població | %      |
| -------------- | -------- | ------ |
| Luxemburguesos | 2.817    | 61,11% |
| Forasters      | 1.793    | 38,89% |
| - Portuguesos  | 1.149    | 24,92% |
| - Francesos    | 131      | 2,84%  |
| - Italians     | 43       | 0,93%  |
| - Belgues      | 77       | 1,67%  |
| - Alemanys     | 164      | 3,56%  |
| - Iugoslaus    | 37       | 0,80%  |
| - Altres       | 192      | 4,16%  |

## Evolució demogràfica
| Any        | Població |
| ---------- | -------- |
| 15/02/2001 | 4.610    |
| 01/01/2002 | 4.555    |
| 01/01/2003 | 4.498    |
| 01/01/2004 | 4.480    |
| 01/01/2005 | 4.507    |

## Fills il·lustres
- Jules A. Hoffmann (1941) biòleg, Premi Nobel de Medicina o Fisiologia de l'any 2011.

## Galeria d'imatges

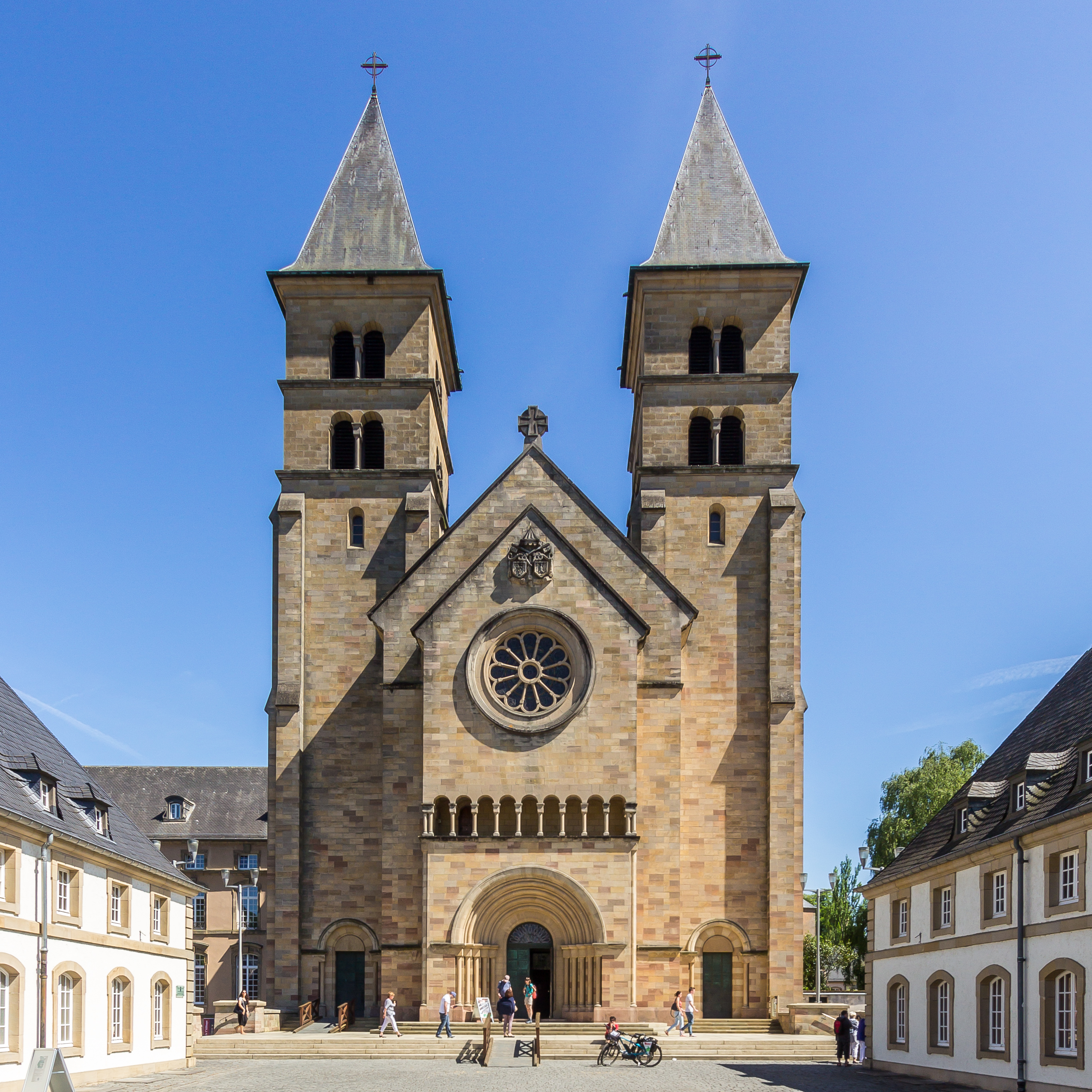
Basílica d'Echternach
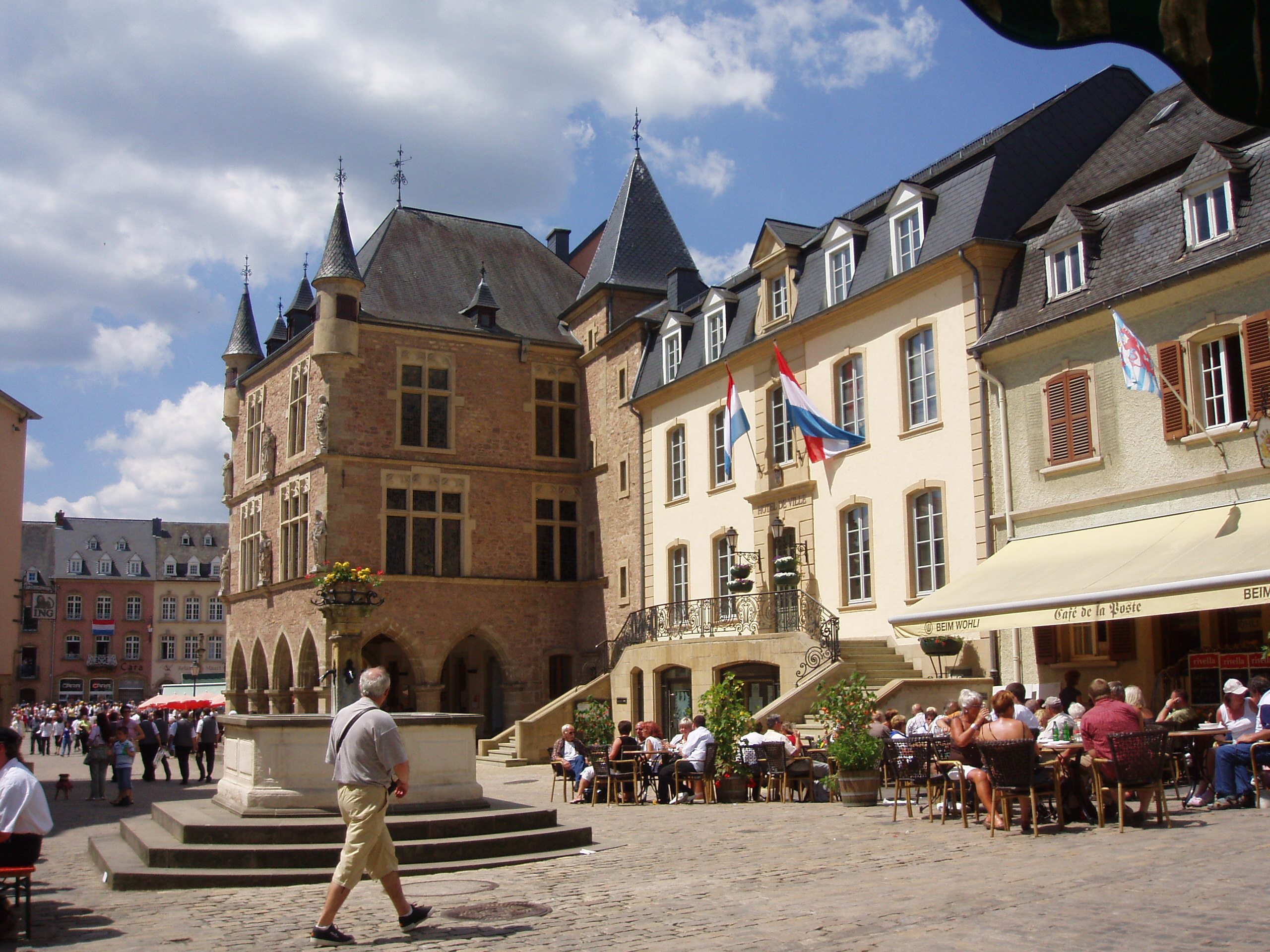
Centre de la vila
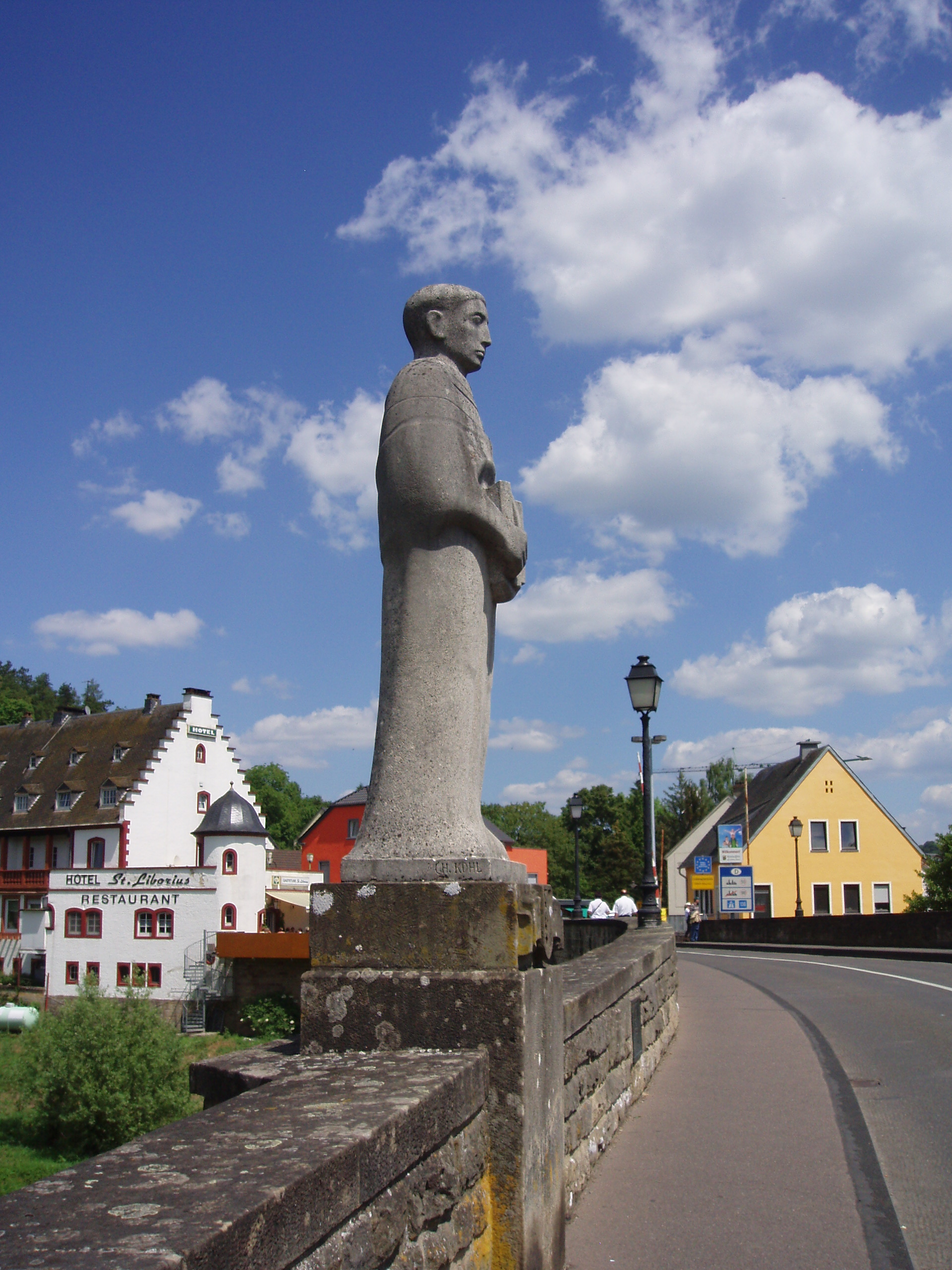
Johannes Bertels
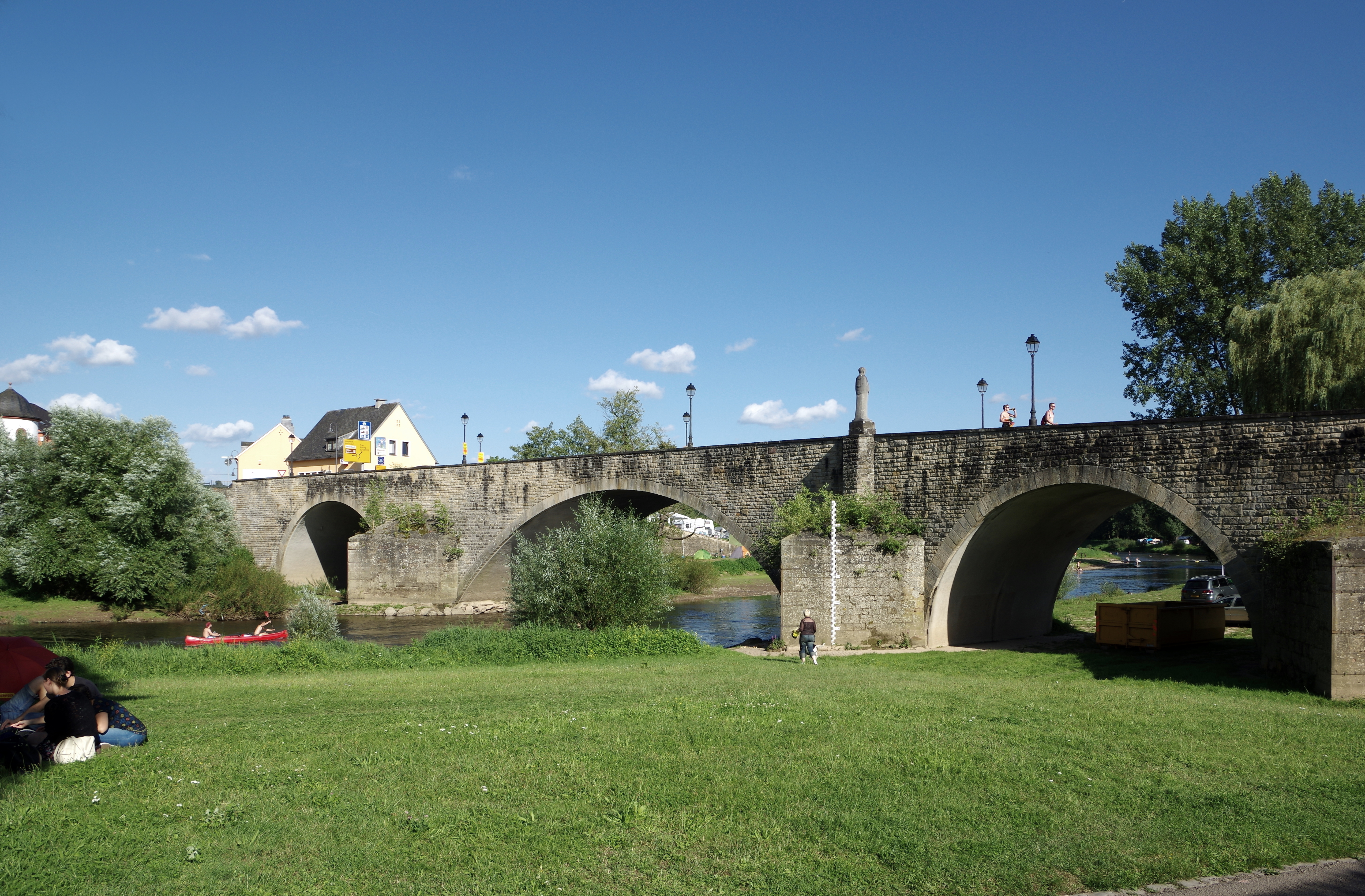
El pont